# Lijst van gemeenten in het departement Haute-Savoie
Hieronder volgt een lijst van de 294 gemeenten (communes) in het Franse departement Haute-Savoie (departement 74).

## A
Abondance
- Alby-sur-Chéran
- Alex
- Allèves
- Allinges
- Allonzier-la-Caille
- Amancy
- Ambilly
- Andilly
- Annecy
- Annecy-le-Vieux
- Annemasse
- Anthy-sur-Léman
- Arâches-la-Frasse
- Arbusigny
- Archamps
- Arenthon
- Argonay
- Armoy
- Arthaz-Pont-Notre-Dame
- Aviernoz
- Ayse

## B
Ballaison
- La Balme-de-Sillingy
- La Balme-de-Thuy
- Bassy
- La Baume
- Beaumont
- Bellevaux
- Bernex
- Le Biot
- Bloye
- Bluffy
- Boëge
- Bogève
- Bonne
- Bonnevaux
- Bonneville
- Bons-en-Chablais
- Bossey
- Le Bouchet
- Boussy
- Brenthonne
- Brizon
- Burdignin

## C
Cercier
- Cernex
- Cervens
- Chainaz-les-Frasses
- Challonges
- Chamonix-Mont-Blanc
- Champanges
- La Chapelle-d'Abondance
- La Chapelle-Rambaud
- La Chapelle-Saint-Maurice
- Chapeiry
- Charvonnex
- Châtel
- Châtillon-sur-Cluses
- Chaumont
- Chavannaz
- Chavanod
- Chêne-en-Semine
- Chênex
- Chens-sur-Léman
- Chessenaz
- Chevaline
- Chevenoz
- Chevrier
- Chilly
- Choisy
- Clarafond-Arcine
- Clermont
- Les Clefs
- La Clusaz
- Cluses
- Collonges-sous-Salève
- Combloux
- Cons-Sainte-Colombe
- Les Contamines-Montjoie
- Contamine-Sarzin
- Contamine-sur-Arve
- Copponex
- Cordon
- Cornier
- La Côte-d'Arbroz
- Cran-Gevrier
- Cranves-Sales
- Crempigny-Bonneguête
- Cruseilles
- Cusy
- Cuvat

## D
Demi-Quartier
- Desingy
- Dingy-en-Vuache
- Dingy-Saint-Clair
- Domancy
- Doussard
- Douvaine
- Draillant
- Droisy
- Duingt

## E
Éloise
- Entremont
- Entrevernes
- Épagny
- Essert-Romand
- Etaux
- Étercy
- Étrembières
- Évian-les-Bains
- Évires
- Excenevex

## F
Faucigny
- Faverges
- Feigères
- Fessy
- Féternes
- Fillinges
- La Forclaz
- Franclens
- Frangy

## G
- Gaillard
- Les Gets
- Giez
- Le Grand-Bornand
- Groisy
- Gruffy

## H
Habère-Lullin
- Habère-Poche
- Hauteville-sur-Fier
- Héry-sur-Alby
- Les Houches

## J
Jonzier-Épagny
- Juvigny

## L
Larringes
- Lathuile
- Leschaux
- Loisin
- Lornay
- Lovagny
- Lucinges
- Lugrin
- Lullin
- Lully
- Lyaud

## M
Machilly
- Magland
- Manigod
- Marcellaz-Albanais
- Marcellaz
- Margencel
- Marignier
- Marigny-Saint-Marcel
- Marin
- Marlens
- Marlioz
- Marnaz
- Massingy
- Massongy
- Maxilly-sur-Léman
- Megève
- Mégevette
- Meillerie
- Menthon-Saint-Bernard
- Menthonnex-en-Bornes
- Menthonnex-sous-Clermont
- Mésigny
- Messery
- Metz-Tessy
- Meythet
- Mieussy
- Minzier
- Monnetier-Mornex
- Montagny-les-Lanches
- Montmin
- Montriond
- Mont-Saxonnex
- Morillon
- Morzine
- Moye
- La Muraz
- Mûres
- Musièges

## N
Nancy-sur-Cluses
- Nangy
- Nâves-Parmelan
- Nernier
- Neuvecelle
- Neydens
- Nonglard
- Novel

## O
Les Ollières
- Onnion
- Orcier

## P
Passy
- Peillonnex
- Perrignier
- Pers-Jussy
- Le Petit-Bornand-les-Glières
- Poisy
- Praz-sur-Arly
- Présilly
- Pringy
- Publier

## Q
Quintal

## R
Reignier-Ésery
- Le Reposoir
- Reyvroz
- La Rivière-Enverse
- La Roche-sur-Foron
- Rumilly

## S
Saint-André-de-Boëge
- Saint-Blaise
- Saint-Cergues
- Saint-Eusèbe
- Saint-Eustache
- Saint-Félix
- Saint-Ferréol
- Saint-Germain-sur-Rhône
- Saint-Gervais-les-Bains
- Saint-Gingolph
- Saint-Jean-d'Aulps
- Saint-Jean-de-Sixt
- Saint-Jean-de-Tholome
- Saint-Jeoire
- Saint-Jorioz
- Saint-Julien-en-Genevois
- Saint-Laurent
- Saint-Martin-Bellevue
- Saint-Paul-en-Chablais
- Saint-Pierre-en-Faucigny
- Saint-Sigismond
- Saint-Sixt
- Saint-Sylvestre
- Sales
- Sallanches
- Sallenôves
- Samoëns
- Le Sappey
- Savigny
- Saxel
- Scientrier
- Sciez
- Scionzier
- Serraval
- Servoz
- Sévrier
- Seynod
- Seyssel
- Seythenex
- Seytroux
- Sillingy
- Sixt-Fer-à-Cheval

## T
Talloires
- Taninges
- Thyez
- Thollon-les-Mémises
- Thônes
- Thonon-les-Bains
- Thorens-Glières
- Thusy
- La Tour

## U
Usinens

## V
Vacheresse
- Vailly
- Val-de-Fier
- Valleiry
- Vallières
- Vallorcine
- Vanzy
- Vaulx
- Veigy-Foncenex
- Verchaix
- La Vernaz
- Vers
- Versonnex
- Vétraz-Monthoux
- Veyrier-du-Lac
- Villard
- Les Villards-sur-Thônes
- Villaz
- Ville-en-Sallaz
- Ville-la-Grand
- Villy-le-Bouveret
- Villy-le-Pelloux
- Vinzier
- Viry
- Viuz-la-Chiésaz
- Viuz-en-Sallaz
- Vougy
- Vovray-en-Bornes
- Vulbens

## Y
Yvoire